# Olympische Winterspiele 2018/Teilnehmer (China)
| Gelbes Symbol für Goldmedaillen mit stilisierten Olympischen Ringen | Graues Symbol für Silbermedaillen mit stilisierten Olympischen Ringen | Braundes Symbol für Bronzemedaillen mit stilisierten Olympischen Ringen |
| ------------------------------------------------------------------- | --------------------------------------------------------------------- | ----------------------------------------------------------------------- |
| 1                                                                   | 6                                                                     | 2                                                                       |

Die Volksrepublik China nahm an den Olympischen Winterspielen 2018 mit 81 Athleten in zwölf Disziplinen teil, davon 34 Männer und 46 Frauen. Fahnenträgerin bei der Eröffnungsfeier war Zhou Yang. Mit einer Goldmedaille sowie sechs Silber- und zwei Bronzemedaillen platzierte sich China auf Rang 16 im Medaillenspiegel.

## Teilnehmer nach Sportarten

### Biathlon
| Athleten    | Wettbewerbe      | Zeit        | Fehler      | Rang |
| ----------- | ---------------- | ----------- | ----------- | ---- |
| Frauen      |                  |             |             |      |
| Tang Jialin | 7,5 km Sprint    | 24:30,3 min | 3 (1+2)     | 70   |
| Tang Jialin | 10 km Verfolgung | 35:16,7 min | 3 (3+0+0+0) | 45   |
| Tang Jialin | 15 km Einzel     | 48:12,0 min | 2 (1+1+0+0) | 66   |
| Zhang Yan   | 7,5 km Sprint    | 23:14,0 min | 1 (1+0)     | 38   |
| Zhang Yan   | 15 km Einzel     | 47:29,6 min | 4 (1+2+0+1) | 59   |

### Bob
| Athleten                                   | Wettbewerb | Lauf 1  | Lauf 1 | Lauf 2  | Lauf 2 | Lauf 3  | Lauf 3 | Lauf 4        | Lauf 4        | Gesamt      | Gesamt |
| Athleten                                   | Wettbewerb | Zeit    | Rang   | Zeit    | Rang   | Zeit    | Rang   | Zeit          | Rang          | Zeit        | Rang   |
| ------------------------------------------ | ---------- | ------- | ------ | ------- | ------ | ------- | ------ | ------------- | ------------- | ----------- | ------ |
| Männer                                     |            |         |        |         |        |         |        |               |               |             |        |
| Li Chunjian Wang Sidong                    | Zweierbob  | 50,13 s | 26     | 50,21 s | 27     | 50,15 s | 27     | ausgeschieden | ausgeschieden | 2:30,49 min | 26     |
| Jin Jian Shi Hao                           | Zweierbob  | 50,47 s | 29     | 50,17 s | 26     | 50,33 s | 28     | ausgeschieden | ausgeschieden | 2:30,97 min | 29     |
| Shao Yijun Shi Hao Li Chunjian Wang Sidong | Viererbob  | 49,79 s | 26     | 50,01 s | 27     | 49,94 s | 23     | ausgeschieden | ausgeschieden | 2:29,74 min | 26     |

### Curling
| Wettbewerb  | Frauen | Mixed-Doubles |
| ----------- | --- | --- |
| Athleten    | Wang Bingyu Zhou Yan Liu Jinli Ma Jingyi Jiang Xindi | Wang Rui Ba Dexin |
| Vorrunde    | Schweiz 7:2 Olympische Athleten aus Russland 6:7 Großbritannien 7:8 Japan 7:6 Dänemark 10:7 Südkorea 5:12 Vereinigte Staaten 4:10 Kanada 7:5 Schweden 4:8 | Schweiz 5:7 Südkorea 8:7 Kanada 4:10 Olympische Athleten aus Russland 5:6 Vereinigte Staaten 6:4 Finnland 10:5 Norwegen 9:3 |
| Tie-Breaker | ausgeschieden | Norwegen 7:9 |
| Halbfinale  | ausgeschieden | ausgeschieden |
| Finale      | ausgeschieden | ausgeschieden |
| Platzierung | 5. Platz | 4. Platz |

### Eiskunstlauf
| Athleten                                                           | Wettbewerbe | Kurzprogramm/-tanz | Kurzprogramm/-tanz | Kür/Kürtanz        | Kür/Kürtanz        | Gesamt | Gesamt |
| Athleten                                                           | Wettbewerbe | Punkte             | Rang               | Punkte             | Rang               | Punkte | Rang   |
| ------------------------------------------------------------------ | ----------- | ------------------ | ------------------ | ------------------ | ------------------ | ------ | ------ |
| Männer                                                             |             |                    |                    |                    |                    |        |        |
| Jin Boyang                                                         | Einzel      | 103,32             | 4                  | 194,45             | 5                  | 297,77 | 4      |
| Yan Han                                                            | Einzel      | 80,63              | 19                 | 132,38             | 23                 | 213,01 | 23     |
| Frauen                                                             |             |                    |                    |                    |                    |        |        |
| Li Xiangning                                                       | Einzel      | 52,46              | 24                 | 101,97             | 20                 | 154,43 | 22     |
| Mixed                                                              |             |                    |                    |                    |                    |        |        |
| Peng Cheng Jin Yang                                                | Paarlauf    | 62,61              | 17                 | Kür nicht erreicht | Kür nicht erreicht | 62,61  | 17     |
| Sui Wenjing Han Cong                                               | Paarlauf    | 82,39              | 1                  | 153,08             | 3                  | 235,47 | Silber |
| Yu Xiaoyu Zhang Hao                                                | Paarlauf    | 75,58              | 5                  | 128,52             | 11                 | 204,10 | 7      |
| Wang Shiyue Liu Xinyu                                              | Eistanz     | 57,81              | 22                 | Kür nicht erreicht | Kür nicht erreicht | 57,81  | 22     |
| Yan Han Li Xiangning Yu Xiaoyu & Zhang Hao Wang Shiyue & Liu Xinyu | Mannschaft  | 18                 | 6                  | Kür nicht erreicht | Kür nicht erreicht | 18     | 6      |

### Eisschnelllauf
| Athleten              | Wettbewerbe | Zeit        | Rang   |
| --------------------- | ----------- | ----------- | ------ |
| Männer                |             |             |        |
| Gao Tingyu            | 500 m       | 34,65 s     | Bronze |
| Xie Jiaxuan           | 500 m       | 35,545 s    | 31     |
| Yang Tao              | 500 m       | 35,41 s     | 27     |
| Yang Tao              | 1000 m      | 1:10,10 min | 26     |
| Xiakaini Aerchenghazi | 1500 m      | 1:50,16 min | 32     |
| Frauen                |             |             |        |
| Tian Ruining          | 500 m       | 38,86 s     | 20     |
| Tian Ruining          | 1000 m      | 1:16,69 min | 21     |
| Tian Ruining          | 1500 m      | 2:00,29 min | 23     |
| Yu Jing               | 500 m       | 37,81 s     | 9      |
| Yu Jing               | 1000 m      | 1:16,36 min | 17     |
| Zhang Hong            | 500 m       | 38,39 s     | 15     |
| Zhang Hong            | 1000 m      | 1:15,67 min | 11     |
| Hao Jiachen           | 1500 m      | 1:59,58 min | 20     |
| Hao Jiachen           | 3000 m      | 4:15,56 min | 21     |
| Liu Jing              | 3000 m      | 4:20,95 min | 24     |

| Athleten    | Wettbewerbe | Halbfinale | Halbfinale | Finale        | Finale        | Rang |
| Athleten    | Wettbewerbe | Punkte     | Rang       | Punkte        | Rang          | Rang |
| ----------- | ----------- | ---------- | ---------- | ------------- | ------------- | ---- |
| Männer      |             |            |            |               |               |      |
| Wang Hongli | Massenstart | 0          | 12         | ausgeschieden | ausgeschieden | 22   |
| Frauen      |             |            |            |               |               |      |
| Guo Dan     | Massenstart | 43         | 2          | 0             | 10            | 10   |
| Li Dan      | Massenstart | 24         | 3          | 6             | 5             | 5    |

| Athleten                            | Wettbewerbe    | Viertelfinale | Viertelfinale | Halbfinale    | Halbfinale    | Finale C    | Finale C    | Rang |
| Athleten                            | Wettbewerbe    | Gegner        | Zeit          | Gegner        | Zeit          | Gegner      | Zeit        | Rang |
| ----------------------------------- | -------------- | ------------- | ------------- | ------------- | ------------- | ----------- | ----------- | ---- |
| Frauen                              |                |               |               |               |               |             |             |      |
| Han Mei Hao Jiachen Li Dan Liu Jing | Teamverfolgung | Japan         | 3:00,01 min   | ausgeschieden | ausgeschieden | Deutschland | 3:00,04 min | 5    |

### Freestyle-Skiing
| Athleten      | Wettbewerbe | Qualifikation | Qualifikation | Finale        | Finale        | Rang   |
| Athleten      | Wettbewerbe | Punkte        | Rang          | Punkte        | Rang          | Rang   |
| ------------- | ----------- | ------------- | ------------- | ------------- | ------------- | ------ |
| Männer        |             |               |               |               |               |        |
| Jia Zongyang  | Aerials     | 126,55        | 3             | 128,05        | 2             | Silber |
| Liu Zhongqing | Aerials     | 123,08        | 4             | 94,57         | 9             | 9      |
| Qi Guangpu    | Aerials     | 126,70        | 2             | 122,17        | 7             | 7      |
| Wang Xindi    | Aerials     | 121,24        | 8             | ausgeschieden | ausgeschieden | 14     |
| Kong Xiangrui | Halfpipe    | 50,80         | 23            | ausgeschieden | ausgeschieden | 23     |
| Mao Bingqiang | Halfpipe    | 54,60         | 20            | ausgeschieden | ausgeschieden | 20     |
| Frauen        |             |               |               |               |               |        |
| Kong Fanyu    | Aerials     | 95,12         | 2             | 70,14         | 3             | Bronze |
| Xu Mengtao    | Aerials     | 99,37         | 3             | 59,25         | 9             | 9      |
| Yan Ting      | Aerials     | 82,94         | 9             | ausgeschieden | ausgeschieden | 15     |
| Zhang Xin     | Aerials     | 90,24         | 6             | 95,52         | 2             | Silber |
| Guan Ziyan    | Buckelpiste | 48,11         | 28            | ausgeschieden | ausgeschieden | 28     |
| Wang Jin      | Buckelpiste | 51,29         | 27            | ausgeschieden | ausgeschieden | 29     |
| Chai Hong     | Halfpipe    | 63,60         | 19            | ausgeschieden | ausgeschieden | 19     |
| Wu Meng       | Halfpipe    | 61,00         | 20            | ausgeschieden | ausgeschieden | 20     |
| Zhang Kexin   | Halfpipe    | 81,00         | 8             | 73,00         | 9             | 9      |

### Shorttrack
| Athlet                                                | Wettbewerb     | Vorlauf       | Vorlauf | Viertelfinale | Viertelfinale | Halbfinale        | Halbfinale    | Finale A/B    | Finale A/B    | Rang          |
| Athlet                                                | Wettbewerb     | Zeit          | Rang    | Zeit          | Rang          | Zeit              | Rang          | Zeit          | Rang          | Rang          |
| ----------------------------------------------------- | -------------- | ------------- | ------- | ------------- | ------------- | ----------------- | ------------- | ------------- | ------------- | ------------- |
| Männer                                                |                |               |         |               |               |                   |               |               |               |               |
| Han Tianyu                                            | 500 m          | 40,744 s      | 2       | 1:14,891 min  | 3             | ausgeschieden     | ausgeschieden | ausgeschieden | ausgeschieden | ausgeschieden |
| Han Tianyu                                            | 1000 m         | DSQ           | DSQ     | ausgeschieden | ausgeschieden | ausgeschieden     | ausgeschieden | ausgeschieden | ausgeschieden | ausgeschieden |
| Han Tianyu                                            | 1500 m         | 2:38,865 min  | 5       | −             | −             | 2:11,827 min      | 4             | 2:26,281 min  | 1             | 8             |
| Wu Dajing                                             | 500 m          | 40,264 s (OR) | 1       | 39,800 s (WR) | 1             | 40.087 s          | 1             | 39.584 s (WR) | 1             | Gold          |
| Wu Dajing                                             | 1000 m         | 1:23,463 min  | 2       | DSQ           | DSQ           | ausgeschieden     | ausgeschieden | ausgeschieden | ausgeschieden | 18            |
| Wu Dajing                                             | 1500 m         | 2:15,823 min  | 3       | −             | −             | DSQ               | DSQ           | ausgeschieden | ausgeschieden | 21            |
| Xu Hongzhi                                            | 1500 m         | 2:35,641 min  | 5       | −             | −             | 2:19,310 min      | 6             | ausgeschieden | ausgeschieden | 18            |
| Ren Ziwei                                             | 500 m          | 40,294 s      | 1       | 40,032 s (OR) | 1             | 40,418 s          | 3             | 40,694 s      | 2             | 6             |
| Ren Ziwei                                             | 1000 m         | DSQ           | DSQ     | ausgeschieden | ausgeschieden | ausgeschieden     | ausgeschieden | ausgeschieden | ausgeschieden | ausgeschieden |
| Han Tianyu Ren Ziwei Wu Dajing Xu Hongzhi Chen Dequan | 5000-m-Staffel | −             | −       | −             | −             | 6:36,605 min (OR) | 1             | 6:32,035 min  | 2             | Silber        |
| Frauen                                                |                |               |         |               |               |                   |               |               |               |               |
| Qu Chunyu                                             | 500 m          | 42,971 s      | 2       | 42,954 s      | 1             | DSQ               | DSQ           | ausgeschieden | ausgeschieden | 7             |
| Qu Chunyu                                             | 1000 m         | 1:31,279 min  | 2       | 1:31,284 min  | 2             | DSQ               | DSQ           | ausgeschieden | ausgeschieden | ausgeschieden |
| Fan Kexin                                             | 500 m          | 43,350 s      | 1       | 43,485 s      | 2             | DSQ               | DSQ           | ausgeschieden | ausgeschieden | 8             |
| Han Yutong                                            | 500 m          | 43,719 s      | 2       | 43,627 s      | 3             | ausgeschieden     | ausgeschieden | ausgeschieden | ausgeschieden | 12            |
| Han Yutong                                            | 1000 m         | DSQ           | DSQ     | ausgeschieden | ausgeschieden | ausgeschieden     | ausgeschieden | ausgeschieden | ausgeschieden | ausgeschieden |
| Han Yutong                                            | 1500 m         | 2:31,158 min  | 1       | −             | −             | 2:22,826 min      | 3             | 2:36,548 min  | 9             | 9             |
| Li Jinyu                                              | 1000 m         | 1:32,335 min  | 1       | 1:30,175 min  | 3             | ausgeschieden     | ausgeschieden | ausgeschieden | ausgeschieden | ausgeschieden |
| Li Jinyu                                              | 1500 m         | 2:25,034 min  | 3       | −             | −             | 2:33,005 min      | 4             | 2:25,703 min  | 2             | Silber        |
| Zhou Yang                                             | 1500 m         | 2:29,587 min  | 2       | −             | −             | 2:23,485 min      | 3             | 2:35,241 min  | 8             | 8             |
| Fan Kexin Han Yutong Qu Chunyu Zhou Yang Li Jinyu     | 3000-m-Staffel | −             | −       | −             | −             | 4:05,315 min (OR) | 1             | DSQ           | DSQ           | 7             |

### Skeleton
| Athlet        | Lauf 1  | Lauf 1 | Lauf 2  | Lauf 2 | Lauf 3  | Lauf 3 | Lauf 4  | Lauf 4 | Gesamt      | Gesamt |
| Athlet        | Zeit    | Rang   | Zeit    | Rang   | Zeit    | Rang   | Zeit    | Rang   | Zeit        | Rang   |
| ------------- | ------- | ------ | ------- | ------ | ------- | ------ | ------- | ------ | ----------- | ------ |
| Männer        |         |        |         |        |         |        |         |        |             |        |
| Geng Wenqiang | 51,51 s | 15     | 50,87 s | 7      | 51,18 s | 15     | 51,09 s | 12     | 3:24,65 min | 13     |

### Ski Alpin
| Athleten       | Wettbewerbe  | 1. Lauf     | 2. Lauf       | Gesamt        | Gesamt        |
| Athleten       | Wettbewerbe  | Zeit        | Zeit          | Zeit          | Rang          |
| -------------- | ------------ | ----------- | ------------- | ------------- | ------------- |
| Frauen         |              |             |               |               |               |
| Kong Fanying   | Riesenslalom | 1:26,30 min | 1:23,58 min   | 2:49,88 min   | 55            |
| Kong Fanying   | Slalom       | DNF         | ausgeschieden | ausgeschieden | ausgeschieden |
| Männer         |              |             |               |               |               |
| Zhang Yangming | Riesenslalom | 1:25,73 min | 1:22,95 min   | 2:48,68 min   | 69            |

### Skilanglauf
| Athleten               | Wettbewerbe      | Qualifikation | Qualifikation | Viertelfinale | Viertelfinale | Halbfinale    | Halbfinale    | Finale        | Finale        | Rang          |
| Athleten               | Wettbewerbe      | Zeit          | Rang          | Zeit          | Rang          | Zeit          | Rang          | Zeit          | Rang          | Rang          |
| ---------------------- | ---------------- | ------------- | ------------- | ------------- | ------------- | ------------- | ------------- | ------------- | ------------- | ------------- |
| Männer                 |                  |               |               |               |               |               |               |               |               |               |
| Sun Qinghai            | Sprint klassisch | DSQ           | DSQ           | ausgeschieden | ausgeschieden | ausgeschieden | ausgeschieden | ausgeschieden | ausgeschieden | ausgeschieden |
| Sun Qinghai            | 15 km Freistil   | −             | −             | −             | −             | −             | −             | 41:55,7 min   | 98            | 98            |
| Wang Qiang             | Sprint klassisch | 3:31,56 min   | 67            | ausgeschieden | ausgeschieden | ausgeschieden | ausgeschieden | ausgeschieden | ausgeschieden | 66            |
| Wang Qiang             | 15 km Freistil   | −             | −             | −             | −             | −             | −             | DSQ           | DSQ           | DSQ           |
| Wang Qiang             | 30 km Skiathlon  | −             | −             | −             | −             | −             | −             | überrundet    | überrundet    | 64            |
| Wang Qiang             | 50 km klassisch  | −             | −             | −             | −             | −             | −             | 2:34:43,0 h   | 59            | 59            |
| Sun Qinghai Wang Qiang | Teamsprint       | −             | −             | −             | −             | 18:11,95 min  | 14            | ausgeschieden | ausgeschieden | 27            |
| Frauen                 |                  |               |               |               |               |               |               |               |               |               |
| Chi Chunxue            | Sprint klassisch | 3:42,70 min   | 57            | ausgeschieden | ausgeschieden | ausgeschieden | ausgeschieden | ausgeschieden | ausgeschieden | 57            |
| Chi Chunxue            | 10 km Freistil   | −             | −             | −             | −             | −             | −             | 28:49,7 min   | 55            | 55            |
| Chi Chunxue            | 15 km Skiathlon  | −             | −             | −             | −             | −             | −             | 46:39,0 min   | 55            | 55            |
| Chi Chunxue            | 30 km klassisch  | −             | −             | −             | −             | −             | −             | 1:42:03,2 h   | 44            | 44            |
| Li Xin                 | Sprint klassisch | 3:33,61 min   | 49            | ausgeschieden | ausgeschieden | ausgeschieden | ausgeschieden | ausgeschieden | ausgeschieden | 49            |
| Li Xin                 | 10 km Freistil   | −             | −             | −             | −             | −             | −             | 27:44,5 min   | 36            | 36            |
| Li Xin                 | 15 km Skiathlon  | −             | −             | −             | −             | −             | −             | 46:01,9 min   | 51            | 51            |
| Li Xin                 | 30 km klassisch  | −             | −             | −             | −             | −             | −             | 1:38:04,9 h   | 37            | 37            |
| Chi Chunxue Li Xin     | Teamsprint       | −             | −             | −             | −             | 17:35,94 min  | 9             | ausgeschieden | ausgeschieden | 17            |

### Skispringen
| Athleten     | Wettbewerbe   | 1. Durchgang | 1. Durchgang | 1. Durchgang | 2. Durchgang | 2. Durchgang | 2. Durchgang | Gesamt | Gesamt |
| Athleten     | Wettbewerbe   | Weite        | Punkte       | Rang         | Weite        | Punkte       | Rang         | Punkte | Rang   |
| ------------ | ------------- | ------------ | ------------ | ------------ | ------------ | ------------ | ------------ | ------ | ------ |
| Frauen       |               |              |              |              |              |              |              |        |        |
| Chang Xinyue | Normalschanze | 83,0 m       | 69,6         | 26           | 84,5 m       | 85,3         | 18           | 154,9  | 20     |

### Snowboard
| Athleten     | Wettbewerbe | Halbfinale | Halbfinale | Finale        | Finale        | Rang   |
| Athleten     | Wettbewerbe | Punkte     | Rang       | Punkte        | Rang          | Rang   |
| ------------ | ----------- | ---------- | ---------- | ------------- | ------------- | ------ |
| Männer       |             |            |            |               |               |        |
| Shi Wancheng | Halfpipe    | 11,75      | 29         | ausgeschieden | ausgeschieden | 29     |
| Zhang Yiwei  | Halfpipe    | 74,00      | 15         | ausgeschieden | ausgeschieden | 15     |
| Frauen       |             |            |            |               |               |        |
| Cai Xuetong  | Halfpipe    | 69,00      | 6          | 76,50         | 5             | 5      |
| Li Shuang    | Halfpipe    | 24,50      | 22         | ausgeschieden | ausgeschieden | 22     |
| Liu Jiayu    | Halfpipe    | 87,75      | 2          | 89,75         | 2             | Silber |
| Qiu Leng     | Halfpipe    | 53,75      | 16         | ausgeschieden | ausgeschieden | 16     |

| Athleten     | Wettbewerbe           | Qualifikation | Qualifikation | Achtelfinale  | Achtelfinale  | Viertelfinale | Viertelfinale | Halbfinale    | Halbfinale    | Finale/Platz 3 | Finale/Platz 3 | Rang |
| Athleten     | Wettbewerbe           | Gegner        | Zeit          | Gegner        | Zeit          | Gegner        | Zeit          | Gegner        | Zeit          | Gegner         | Zeit           | Rang |
| ------------ | --------------------- | ------------- | ------------- | ------------- | ------------- | ------------- | ------------- | ------------- | ------------- | -------------- | -------------- | ---- |
| Frauen       |                       |               |               |               |               |               |               |               |               |                |                |      |
| Gong Naiying | Parallel-Riesenslalom | 1:36,36 min   | 26            | ausgeschieden | ausgeschieden | ausgeschieden | ausgeschieden | ausgeschieden | ausgeschieden | ausgeschieden  | ausgeschieden  | 26   |
| Xu Xiaoxiao  | Parallel-Riesenslalom | DSQ           | DSQ           | ausgeschieden | ausgeschieden | ausgeschieden | ausgeschieden | ausgeschieden | ausgeschieden | ausgeschieden  | ausgeschieden  | −    |
| Zang Ruxin   | Parallel-Riesenslalom | 1:35,26 min   | 22            | ausgeschieden | ausgeschieden | ausgeschieden | ausgeschieden | ausgeschieden | ausgeschieden | ausgeschieden  | ausgeschieden  | 22   |